# Saya (fourreau)
Pour les articles homonymes, voir Saya.

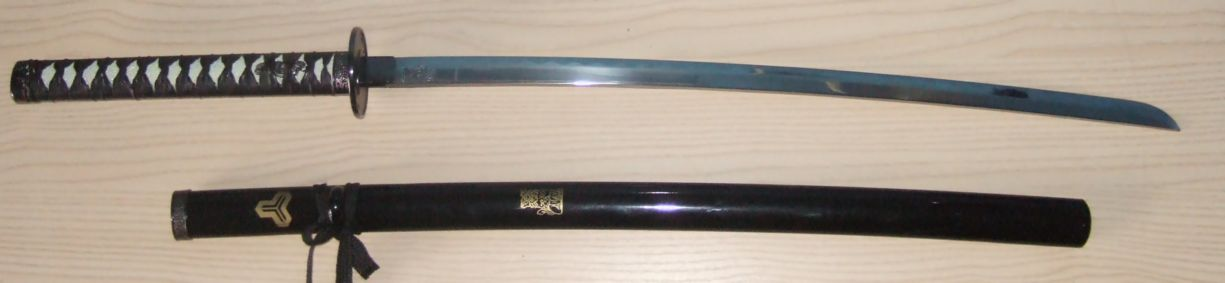
Katana avec saya et sageo (corde).

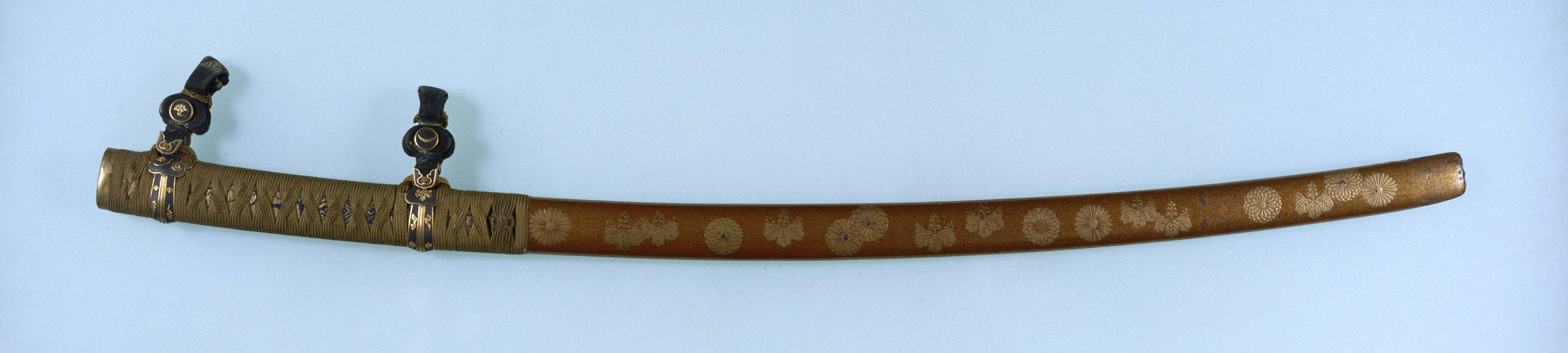
Saya de tachi.

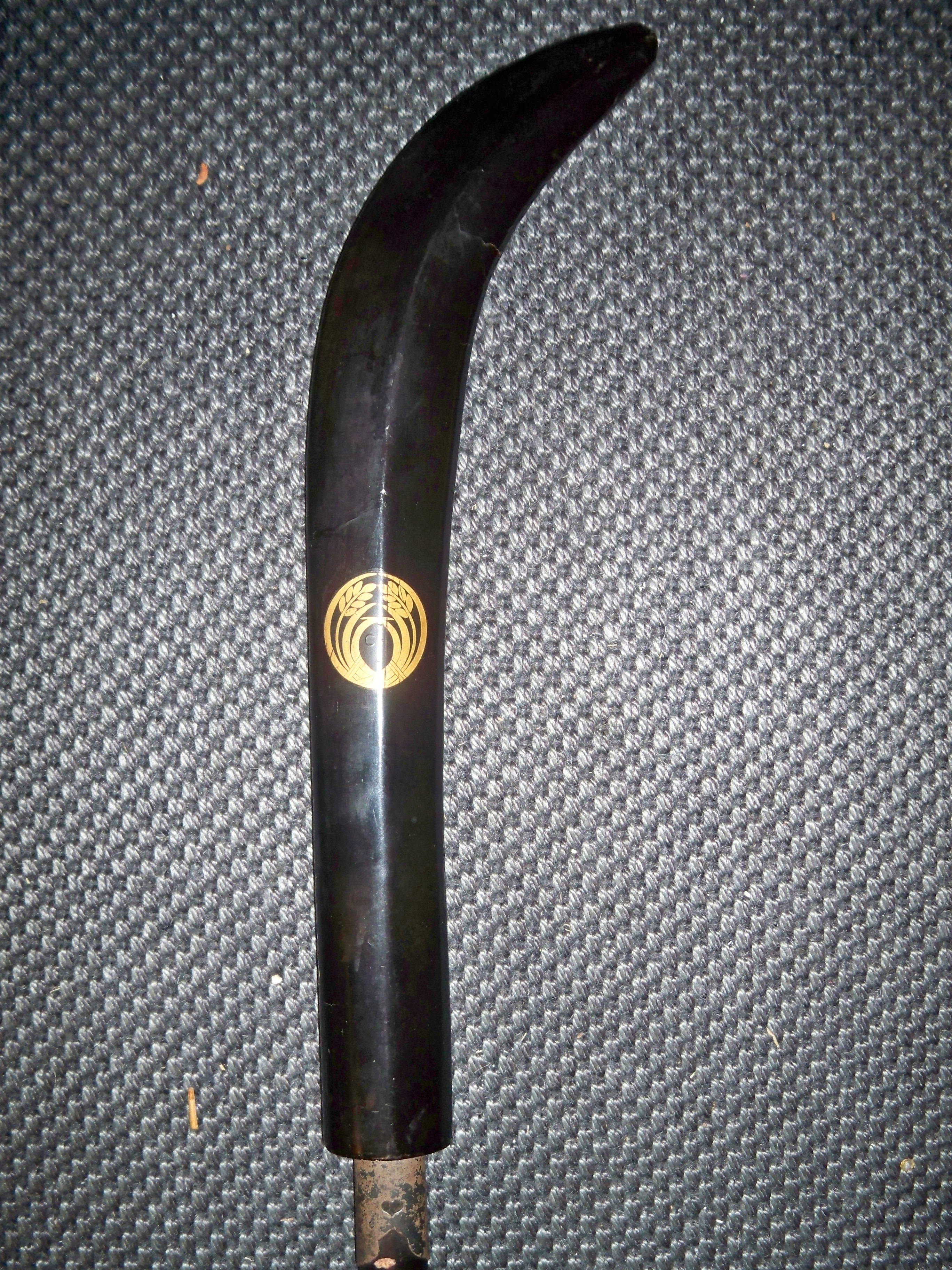
Saya de naginata.

Le saya (鞘) est le nom du fourreau utilisé pour les épées et dagues japonaises telles que les katana ou les tantō. Il est parfois fait en bois ou en bronze.
Les saya sont normalement fabriqués à partir de bois légers et laqués à l'extérieur. Le saya dispose généralement d'un kurigata (栗形), « petit anneau », pour y attacher le sageo, une corde tressée. Le bout du saya peut être renforcé à l'aide d'un embout métallique, le kojiri (小尻).
L'entrée du saya est appelée koiguchi (鯉口), littéralement « bouche de carpe ».
Lorsqu'il est porté, saya est simplement glissé dans la ceinture (obi) ; il peut de ce fait coulisser. Le mouvement du saya est primordial lorsque l'on dégaine (nuki tsuke) ou que l'on rengaine (noto) :
- il a un mouvement inverse à celui du sabre :
  - on le recule avec la main gauche lorsque l'on dégaine (saya biki), ce qui permet de raccourcir le mouvement de la main droite et donc d'accélérer le dégainage,
  - et on l'avance lorsque l'on rengaine ;
- sa rotation permet d'orienter la lame lorsque l'on dégaine, pour avoir directement le plan de coupe (hasuji) ; dans l'idéal, cette rotation se fait dans le dernier tiers du dégainage afin que l'adversaire ne puisse pas deviner l'intention de l'escrimeur.

Le sageo s'attache au obi pour éviter que quelqu'un s'empare du sabre. En ninjutsu, on l'utilise aussi pour immobiliser un adversaire ou l'étrangler, en particulier dans les techniques où le sabre reste dans le fourreau (saya no uchi).
Le saya a une importance particulière en iaido (居合道) qui se focalise sur l'art de dégainer le sabre. Les débutants en iaido utilisent des bokken (木剣) avec des saya en plastique pour s'initier à la pratique.
Lorsqu'on rengaine le katana dans le saya (noto), les doigts de la main gauche (sauf l'index) cachent le koiguchi (l'ouverture du saya) car, pour les samouraïs, c'était un « principe féminin », l'index servant à guider la lame.
Le noto est un des gestes les plus importants dans la pratique du iaido, c'est à ce moment qu'on est le plus vulnérable ; ce geste ne se fait que lorsqu'on est absolument sûr de ne rien risquer, il s'accompagne d'un zanshin (« état de vigilance ») très profond, et à tout moment le sabre doit pouvoir rejaillir du saya.